# Sheldon Roberts
Cornelius Sheldon Roberts (* 27. Oktober 1926 in Rupert, Vermont; † 6. Juni 2014 in McMinnville, Oregon) war ein US-amerikanischer Metallurge. Er war in der Anfangsphase der Halbleiterelektronik Mitarbeiter von William B. Shockley und Mitglied der Traitorous Eight (deutsch »Die Verräterischen Acht«).

## Leben und Werk
1948 erwarb er am Rensselaer Polytechnic Institute einen Bachelor-Abschluss in Metallurgie und bereits 1949 folgte der Master-Abschluss.
Nach seinem Doktor (1952, Massachusetts Institute of Technology, MIT) arbeitete er im Naval Research Lab und bei Dow Chemical in der Forschung.
Einige Zeit später (1956) nahm er eine Stelle in William B. Shockleys neugegründeter Arbeitsgruppe im Shockley Semiconductor Laboratory, einer Abteilung von Beckman Instruments in Mountain View (Santa Clara County, Kalifornien), an. Doch diese Arbeitsgruppe hatte nicht lange Bestand. Bereits 1957 verließen acht wichtige Mitarbeiter das Forschungslabor im Streit mit Shockley. Diese acht, darunter Roberts, wurden als Traitorous Eight (deutsch »Die Verräterischen Acht«) bezeichnet und gründeten nach ihrem Weggang das Unternehmen Fairchild Semiconductor. Bei Fairchild war Roberts für die Produktion von Siliziumkristallen verantwortlich.
Später gründete er  mit Jean Hoerni und Jay Last die Firma Amelco (jetzt Teledyne).